# Uxie
Uxie is een Pokémon van het type Psychic (helderziend). Ze is te vinden bij Lake Acuity. Uxie is een van de drie psychic Legendarische Pokémon, samen met Azelf en Mesprit. Er wordt gezegd dat ze het geheugen van iedereen die in haar ogen kijkt kan uitwissen, dit is waarom ze haar ogen altijd dicht houdt. 

## Ruilkaartenspel
Er bestaan twee standaard Uxie kaarten, en één Uxie LV.X-kaart. Al deze kaarten hebben het type Psychic als element.